# Bleifarbener Delfin
Der Bleifarbene Delfin (Sousa plumbea) ist eine Delfinart aus der Gattung der Sousa. Das Verbreitungsgebiet umfasst die West- und Nordküste des Indischen Ozeans, einschließlich des Roten Meeres und des Persischen Golfs und reicht an der östlichen Küste Indiens etwa bis zu den Mündungen von Krishna und Godavari. Wie andere Sousa-Arten lebt er nur küstennah, geht auch in das Brackwasser von Mangroven und Flussmündungen und wandert tief in Flüsse hinein.

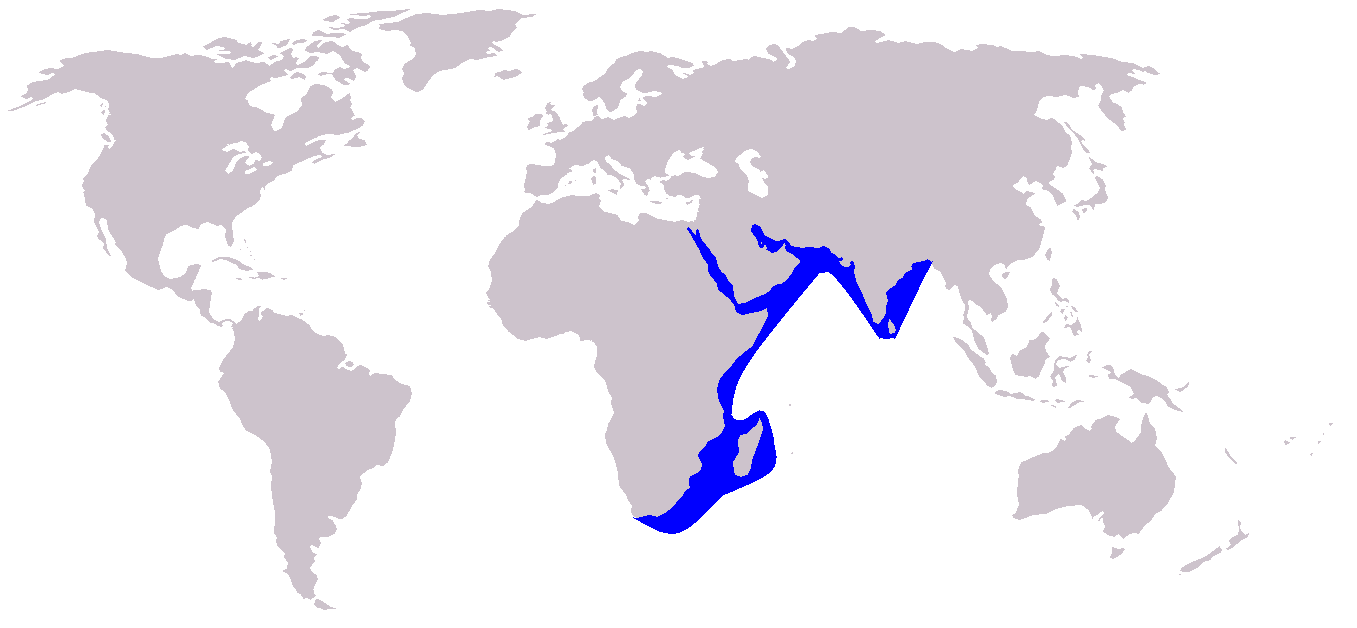
Verbreitungsgebiet

## Merkmale
Der Bleifarbene Delfin ist ein schwerer, kräftiger Delfin von typischer Gestalt und erreicht eine Länge von 2,8 m bei einem Maximalgewicht von 280 kg. Die Kiefer sind lang und bilden den charakteristischen, schlanken Delfinschnabel. Die runde Melone ist gut entwickelt. Die Flipper sind breit und am Ende gerundet, die Finne niedrig, etwas sichelförmig und weniger dreieckig als beim Chinesischen Weißen Delfin. Sie kann bei Jungtieren auch fehlen und sich erst mit zunehmendem Alter entwickeln. Die Fluke ist breit, in der Mitte eingekerbt und läuft an den äußeren Enden spitz aus.
Vom Chinesischen Weißen Delfin (Sousa chinensis), dessen Verbreitungsgebiet sich östlich anschließt, unterscheidet er sich durch seine dunkle, schiefer-, braun- bis bleigraue Farbe (rosa-weißlich beim Chinesischen Weißen Delfin) und einen deutlichen Rückenbuckel.

## Systematik
Der Bleifarbene Delfin wird oft auch Sousa chinensis zugeschlagen und erhält dann teilweise den Status einer Unterart (S. chinensis plumbea). Wandrey und Rice geben ihm den Status einer eigenständigen Art, was Martin Mendez und Kollegen nach morphologischen und molekulargenetischen Vergleichen bestätigen.